# Беланица
Беланица (алб. Bellanicë) је насеље у општини Сува Река на Косову и Метохији.

## Демографија
Насеље има албанску етничку већину.
| Демографија | Демографија | Демографија |
| Година      | Становника  | Становника  |
| ----------- | ----------- | ----------- |
| 1948.       | 757         |             |
| 1953.       | 823         |             |
| 1961.       | 962         |             |
| 1971.       | 1.236       |             |
| 1981.       | 1.737       |             |
| 1991.       | 2.254       |             |